# The Infadels
Infadels er et rockband fra England. Gruppen der blev dannet i starten af dette årtusinde har en fortid i både indierocken, den avantgardistiske electronica og den kunstfærdige funk.
Tilbage i 1999 arbejdede Matt og Al fra Infadels i Heathrow Lufthavn, hvor de vaskede loft. De spillede begge i halvdårlige bands (avantgardistisk electronica og guitar rock), og mødte senere sangeren Bnann og dannede elektro-clash gruppen Balboa. 
Efter at have indlemmet yderligere to medlemmer, Wag og Richie, i gruppen skiftede de navn til Infadels, og ikke mindst genre. Nu skulle der spilles rå, kropslig og dansevenlig rock. 
I 2003 udsendte de deres første 12" Leave Your Body, der blev et hit rundt omkring på engelske undergrundsklubber. Det samme blev den anden single Can't Get Enough, og i starten af 2006 var de klar med albummet We Are Not the Infadels.

## Diskografi

### Albums
- 2006: We Are Not the Infadels